# Диригент
Диригент е музикалният директор на един оркестър, който организира оркестъра, дирижира оркестрантите, подбира репертоара и развива обществена и културна дейност.
В оркестъра диригентът има най-високия административен статут, след него в йерархията следват концертмайстора (първа цигулка), водачите на оркестрови групи и редовите оркестранти.
По време на концерт основната функция на диригента е да дирижира оркестъра, което става с движения на ръцете по определени схеми. Диригентът използва палка, която държи с дясната си ръка. Целта на дирижирането е да покаже на изпълнителите темпото, динамиките, размера, щрихите, встъпленията на всеки изпълнител след паузи и цялостната интерпретация, която диригентът иска да направи на произведението. В допълнение, диригентът следи за ансамбловото музициране на оркестрантите и баланса на звука между отделните инструменти и оркестрови групи.
Когато в определен момент или част от произведението има соло без акомпанимент, каденца, безмензурна част или импровизация, диригентът не дирижира.
Диригентите се делят на оркестрови и хорови дирегенти. Хоровите диригенти се наричат още „хормайстори“. Когато се дирижира само хор, диригентът не използва палка.
Хоровите диригенти започват да дирижират винаги с така наречената „подготовка“ – знак с ръце, показващ в кой момент хористите да си поемат въздух.
Най-често диригентите могат да бъдат видяни при организирането на духови, симфонични, оперни, оперетни и камерни оркестри, биг-бендове, детски и смесени хорове и камерни ансамбли за авангардна класическа музика.
В някои музикални произведения се изисква диригентът да дирижира едновременно солисти (певци или инструменталисти), симфоничен оркестър, детски и смесен хор и орган.
Диригентите могат да се изявяват и на по-необичайни места като в църкви, в звукозаписно студио, когато се записва оперно-симфоничен репертоар, музика към театрани постановки, мюзикъли, радио и телевизионни предавания, а в днешно време – саундтракове към филми и електронни игри, при народен оркестър, както и в оркестъра на цирка.
Извън концертната дейност на диригента е поверена цялата организационна и административна работа при един оркестър, а в днешно време извършва и продуцентска и импресарска дейност. От диригента се очаква да организира групови и общи репетиции на оркестъра, да прави подбор на оркестранти, хористи и солисти, да назначава прослушвания за нови изпълнители, да подбира репертоара на оркестъра, да организира образователни концерти за деца, а също да развива културна и обществена дейност.